# 豊口タクシー
豊口タクシー合資会社（とよぐちタクシー）は、秋田県鹿角郡小坂町に本社を置くタクシー事業者である。
一般タクシーのほか、乗合タクシーの運行も行っている。また、自動車整備業も営んでいる。

## 沿革
- 1997年12月16日 - 乗合タクシー鳥越線の運行開始。当時は無償。
- 1998年3月1日 - 乗合タクシー鳥越線を有償運行化。

## 本社および営業所
- 本社
  - 秋田県鹿角郡小坂町小坂鉱山字栗平21-2
- 松ノ木営業所
  - 秋田県鹿角市十和田錦木室田6-3
- 自動車整備工場
  - 秋田県鹿角郡小坂町小坂字五十刈10-4

## 乗合タクシー
秋北バス上鳥越線の廃止代替として、以下の路線を運行している。

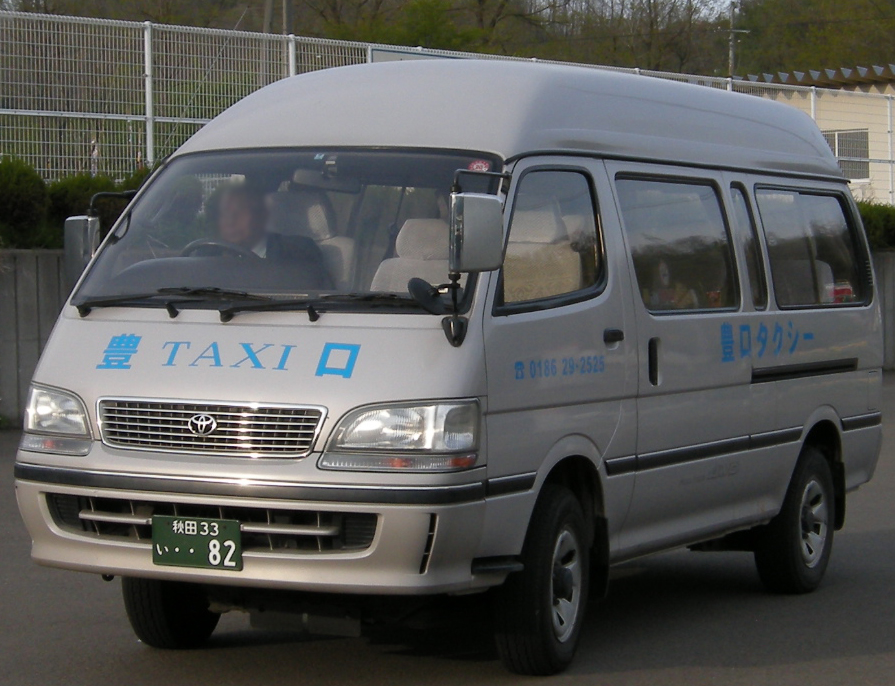
乗合タクシーの車両

鳥越線
- 小学校前〜診療所〜鳥越